# 第52回アカデミー賞
第52回アカデミー賞（だい52かいアカデミーしょう）は1980年4月14日に発表・授賞式が行われた。

## 式典
ジョニー・カーソンが司会を務めた1979年度のアカデミー賞はロサンゼルスのドロシー・チャンドラー・パビリオンで行われ、3時間12分で終了した。

## 候補と受賞の一覧
太字は受賞である。
また、以下での人名表記は
1. 作品の日本語公式情報およびAMPAS公式サイトの日本版とWOWOWによる授賞式放送での表記に準ずる。
2. 見当たらない場合はデータベースサイトなどを参考。
3. それでもない場合は英語表記のままとする。

| 作品賞 | 監督賞 |
| --- | --- |
| - 『クレイマー、クレイマー』 - 『オール・ザット・ジャズ』 - 『地獄の黙示録』 - 『ヤング・ゼネレーション』 - 『ノーマ・レイ』 | - ロバート・ベントン – 『クレイマー、クレイマー』 - ボブ・フォッシー – 『オール・ザット・ジャズ』 - フランシス・フォード・コッポラ – 『地獄の黙示録』 - ピーター・イエーツ – 『ヤング・ゼネレーション』 - エドゥアール・モリナロ – 『Mr.レディMr.マダム』 |
| 主演男優賞 | 主演女優賞 |
| - ダスティン・ホフマン – 『クレイマー、クレイマー』 - ジャック・レモン – 『チャイナ・シンドローム』 - アル・パチーノ – 『ジャスティス』 - ロイ・シャイダー – 『オール・ザット・ジャズ』 - ピーター・セラーズ – 『チャンス』 | - サリー・フィールド – 『ノーマ・レイ』 - ジル・クレイバーグ – 『結婚ゲーム』 - ジェーン・フォンダ – 『チャイナ・シンドローム』 - マーシャ・メイソン – 『第2章』 - ベット・ミドラー – 『ローズ』 |
| 助演男優賞 | 助演女優賞 |
| - メルヴィン・ダグラス – 『チャンス』 - ロバート・デュヴァル – 『地獄の黙示録』 - フレデリック・フォレスト – 『ローズ』 - ジャスティン・ヘンリー – 『クレイマー、クレイマー』 - ミッキー・ルーニー – 『ワイルド・ブラック/少年の黒い馬』 | - メリル・ストリープ – 『クレイマー、クレイマー』 - ジェーン・アレクサンダー – 『クレイマー、クレイマー』 - バーバラ・バリー – 『ヤング・ゼネレーション』 - キャンディス・バーゲン – 『結婚ゲーム』 - マリエル・ヘミングウェイ – 『マンハッタン』 |
| 脚本賞 | 脚色賞 |
| - 『ヤング・ゼネレーション』 – スティーヴ・テシック - 『ジャスティス』 – ヴァレリー・カーティン、バリー・レヴィンソン - 『オール・ザット・ジャズ』 – ロバート・アラン・アーサー、ボブ・フォッシー - 『チャイナ・シンドローム』 – マイク・グレイ、T・S・クック、ジェームズ・ブリッジス - 『マンハッタン』 – ウディ・アレン、マーシャル・ブリックマン | - 『クレイマー、クレイマー』 – ロバート・ベントン - 『地獄の黙示録』 – フランシス・フォード・コッポラ、ジョン・ミリアス - 『Mr.レディMr.マダム』 – フランシス・ヴェベール、エドゥアール・モリナロ、マルチェロ・ダノン、ジャン・ポワレ - 『リトル・ロマンス』 – アラン・バーンズ - 『ノーマ・レイ』 – アーヴィング・ラヴェッチ、ハリエット・フランク・Ｊｒ |
| 外国語映画賞 | |
| - 『ブリキの太鼓』 (西ドイツ) - 『ヴィルコの娘たち』 (ポーランド) - 『ママは百歳』 (スペイン) - 『ありふれた愛のストーリー』 (フランス) - To Forget Venive (イタリア) | |
| 長編ドキュメンタリー映画賞 | 短編ドキュメンタリー映画賞 |
| - Best Boy – アイラ・ウォール - Generation on the Wind – デヴィッド・ヴァッサー - Going the Distance – ポール・コーワン、ジャック・ボベ - The Killing Ground – スティーヴ・シンガー、トム・プレーストリー - The War at Home – グレン・シルバー、バリー・アレクサンダー・ブラウン | - Paul Robeson: Tribute to an Artist – ソール・J・ターエル - Dae – Risto Teofilovski - Koryo Celadon – ドナルド・A・コノリー、ジェームズ・R・メッセンジャー - Nails' – フィリップ・ボーゾス - Remember Me – ディック・ヤング |
| 短編実写映画賞 | 短編アニメ映画賞 |
| - Board and Care – サラ・ピルスバリー、ロン・エリス - Bravery in the Field – ロマン・クロイター、ステファン・ウォドスラフスキー - Oh Brother, My Brother – キャロル・ローウェル、ロス・ローウェル - The Solar Film – ソール・バス、マイケル・ブリットン - Solly's Diner – ハリー・マティアス、ジェイ・ズッカーマン、ラリー・ハンキン | - Every Child – デレク・ラム - Dream Doll – ボブ・ゴドフレイ - It's So Nice to Have a Wolf Around the House – Paul Fierlinger |
| 作曲賞 | 編曲・歌曲賞 |
| - 『リトル・ロマンス』 – ジョルジュ・ドルリュー - 『スタートレック』 – ジェリー・ゴールドスミス - 『チャンプ』 – デイヴ・グルーシン - 『テン』 – ヘンリー・マンシーニ - 『悪魔の棲む家』 – ラロ・シフリン | - 『オール・ザット・ジャズ』 – ラルフ・バーンズ - 『ヤング・ゼネレーション』 – パトリック・ウィリアムズ - 『マペットの夢みるハリウッド』 – ポール・ウィリアムズ、ケニー・アスチャー |
| 音響編集賞 | 録音賞 |
| - 『ワイルド・ブラック/少年の黒い馬』 – アラン・スプレット | - 『地獄の黙示録』 – ウォルター・マーチ、マーク・バーガー、リチャード・ベッグス、ナット・ボクサー - 『1941』 – ロバート・ニュードソン、ロバート・グラス、ドン・マクドゥーガル、ジーン・キャンタメッサ - 『メテオ』 – ウィリアム・マッコーイ、アーロン・ローチン、マイケル・J・コフト、ジャック・ソロモン - 『出逢い』 – アーサー・ピアンタドシ、レス・フレッショルツ、マイケル・ミンクラー、アル・オーヴァートーン・Jr - 『ローズ』 – セオドア・ソダーバーグ、ダグラス・O・ウィリアムズ、ポール・ウェルズ、ジム・ウェブ                                                                                      |
| 美術賞 | 撮影賞 |
| - 『オール・ザット・ジャズ』 – フィリップ・ローゼンバーグ (美術)、トニー・ウォルトン (美術)、エドワード・スチュアート (装置)、グレイ・ブリンク (装置) - 『チャイナ・シンドローム』 – ジョージ・ジェンキンス (美術)、アーサー・ジョセフ・パーカー (装置) - 『スタートレック』 – ハロルド・マイケルソン (美術)、ジョー・ジェニングス (美術)、レオン・ハリス (美術)、ジョン・ヴァローン (美術)、リンダ・デシーナ (装置) - 『エイリアン』 – マイケル・シーモア (美術)、レスリー・ディレイ (美術)、ロジャー・クリスチャン (美術)、イアン・ウィテカー (装置) - 『地獄の黙示録』 – ディーン・タヴォウラリス (美術)、アンジェロ・グラハム (美術)、ジョージ・R・ネルソン (装置) | - 『地獄の黙示録』 – ヴィットリオ・ストラーロ - 『クレイマー、クレイマー』 – ネストール・アルメンドロス - 『1941』 – ウィリアム・A・フレイカー - 『ブラックホール』 – フランク・フィリップス - 『オール・ザット・ジャズ』 – ジュゼッペ・ロトゥンノ |
| 衣裳デザイン賞 | 歌曲賞 |
| - 『オール・ザット・ジャズ』 – アルバート・ウォルスキー - 『ヨーロピアンズ』 – ジュディ・ムーアクロフ - 『アガサ 愛の失踪事件』 – シャーリー・ラッセル - 『新・明日に向って撃て!』 – ウィリアム・ウェア・テイス - 『Mr.レディMr.マダム』 – ピエロ・トージ、アンブラ・ダノン | - ｢流されるままに｣（『ノーマ・レイ』） – デヴィッド・シャイア (作曲)、ノーマン・ギンベル (作詞) - "I'll Never Say Goodbye"（The Promise） – デヴィッド・シャイア (作曲)、アラン・バーグマン (作詞)、マリリン・バーグマン (作詞) - "It's Easy to Say"（『テン』） – ヘンリー・マンシーニ (作曲)、ロバート・ウェルズ (作詞) - "Rainbow Connection"（『マペットの夢みるハリウッド』） – ポール・ウィリアムズ (作詞・作曲)、ケニー・アスチャー (作詞・作曲) - "Through the Eyes of Love"（『アイス・キャッスル』） – マーヴィン・ハムリッシュ (作曲)、キャロル・ベイヤー・セイガー (作詞)                        |
| 編集賞 | 視覚効果賞 |
| - 『オール・ザット・ジャズ』 – アラン・ハイム - 『ワイルド・ブラック/少年の黒い馬』 – ロバート・ダルヴァ - 『クレイマー、クレイマー』 – ジェリー・グリーンバーグ - 『地獄の黙示録』 – リチャード・マークス、ウォルター・マーチ、ジェラルド・B・グリーンバーグ、リサ・フラックマン - 『ローズ』 – ロバート・L・ウォルフ、C・ティモシー・オメーラ | - 『エイリアン』 – H・R・ギーガー、カルロ・ランバルディ、ブライアン・ジョンソン、ニック・オールダー、デニス・エイリング - 『ブラックホール』 – ピーター・エレンショー、アート・クルックシャンク、ユステル・レセット、ダニー・リー、ハリソン・エレンショー、ジョー・ハール - 『1941』 – ウィリアム・A・フレイカー、A・D・フラワーズ、グレゴリー・ジェイン - 『007 ムーンレイカー』 – デレク・メディングス、ポール・ウィルソン、ジョン・エヴァンス - 『スタートレック』 – ダグラス・トランブル、ジョン・ダイクストラ、リチャード・ユーリッチ、ロバート・スウァーズ、デイヴ・スチュアート、グラント・マキューン |

### アカデミー名誉賞[1]
- Hal Elias
- アレック・ギネス

### ジーン・ハーショルト友愛賞[1]
- ロバート・ベンジャミン

### アービング・G・タルバーグ賞[1]
- レイ・スターク

## プレゼンター
| プレゼンター                       | 役                                                    |
| ---------------------------------- | ----------------------------------------------------- |
| パトリック・ウェイン               | 投票ルール説明                                        |
| クロリス・リーチマン               | 助演女優賞                                            |
| ジャック・レモン                   | 助演女優賞                                            |
| アン・ミラー                       | 美術賞                                                |
| ミッキー・ルーニー                 | 美術賞                                                |
| ドリー・パートン                   | 作曲賞 編曲・歌曲賞                                   |
| ベン・ヴェリーン                   | 作曲賞 編曲・歌曲賞                                   |
| ダグラス・フェアバンクス・ジュニア | ジーン・ハーショルト友愛賞                            |
| ロバート・ヘイズ                   | 衣裳デザイン賞                                        |
| クリスティ・マクニコル             | 衣裳デザイン賞                                        |
| ファラ・フォーセット               | 視覚効果賞                                            |
| ハロルド・ラッセル                 | 視覚効果賞                                            |
| パーシス・カンバッタ               | 長編ドキュメンタリー映画賞 短編ドキュメンタリー映画賞 |
| ウィリアム・シャトナー             | 長編ドキュメンタリー映画賞 短編ドキュメンタリー映画賞 |
| ローレン・ハットン                 | 短編実写映画賞 短編アニメ映画賞                       |
| テリー・サバラス                   | 短編実写映画賞 短編アニメ映画賞                       |
| アン＝マーグレット                 | 外国語映画賞                                          |
| ジャック・ヴァレンテ               | 外国語映画賞                                          |
| ロッド・スタイガー                 | 録音賞                                                |
| サリー・ケラーマン                 | 録音賞                                                |
| カーク・ダグラス                   | アービング・G・タルバーグ賞                           |
| ジェイミー・リー・カーティス       | 撮影賞                                                |
| ジョージ・ハミルトン               | 撮影賞                                                |
| ジーン・ケリー                     | 歌曲賞                                                |
| オリビア・ニュートン＝ジョン       | 歌曲賞                                                |
| ボー・デレク                       | 編集賞                                                |
| クリストファー・リーヴ             | 編集賞                                                |
| ウォルター・マッソー               | 助演男優賞                                            |
| ライザ・ミネリ                     | 助演男優賞                                            |
| ダスティン・ホフマン               | 名誉賞 (アレック・ギネス)                             |
| ゴールディ・ホーン                 | 監督賞                                                |
| スティーヴン・スピルバーグ         | 監督賞                                                |
| ニール・サイモン                   | 脚本賞 脚色賞                                         |
| ウォルター・ミリッシュ             | 名誉賞 (Hal Elias)                                    |
| ジェーン・フォンダ                 | 主演男優賞                                            |
| リチャード・ドレイファス           | 主演女優賞                                            |
| チャールトン・ヘストン             | 作品賞                                                |

## パフォーマー
| 名前                     | 内容                                                                                   |
| ------------------------ | -------------------------------------------------------------------------------------- |
| カーミット               | "Rainbow Connection" (マペットの夢みるハリウッド)                                      |
| Miss Piggy               | "Rainbow Connection" (マペットの夢みるハリウッド)                                      |
| ポール・ウィリアムズ     | "Rainbow Connection" (マペットの夢みるハリウッド)                                      |
| ダドリー・ムーア         | "Song from 10 (It's Easy to Say)" (テン)                                               |
| ヘレン・レッディ         | "Song from 10 (It's Easy to Say)" (テン)                                               |
| メリサ・マンチェスター   | "Through the Eyes of Love" (アイス・キャッスル) "I'll Never Say Goodbye" (The Promise) |
| ドナルド・オコーナー     | "Dancin' on the Silver Screen"                                                         |
| ディオンヌ・ワーウィック | ｢流されるままに｣ (ノーマ・レイ)                                                        |
| アカデミー賞コーラス     | "That's Entertainment"                                                                 |

## 統計
| 複数候補: - 9 候補: 『オール・ザット・ジャズ』、『クレイマー、クレイマー』 - 8 候補: 『地獄の黙示録』 - 5 候補: 『ヤング・ゼネレーション』 - 4 候補: 『チャイナ・シンドローム』、『ノーマ・レイ』、『ローズ』 - 3 候補: 『1941』、『Mr.レディMr.マダム』、『スタートレック』 - 2 候補: 『テン』、『エイリアン』、『ジャスティス』、『チャンス』、『ブラックホール』、『ワイルド・ブラック/少年の黒い馬』、『リトル・ロマンス』、『マンハッタン』、『マペットの夢みるハリウッド』、『結婚ゲーム』 | 複数受賞. - 5 受賞: 『クレイマー、クレイマー』 - 4 受賞: 『オール・ザット・ジャズ』 - 2 受賞: 『地獄の黙示録』、『ノーマ・レイ』 |